# Yanggam-myeon
Yanggam-myeon (koreanska: 양감면) är en socken i den nordvästra delen av Sydkorea,  50 km sydväst om huvudstaden Seoul. Den ligger i kommunen Hwaseong i provinsen Gyeonggi.